# Italie aux Jeux olympiques d'été de 2020
L'Italie participe aux Jeux olympiques d'été de 2020 à Tokyo au Japon. Il s'agit de sa 29e participation à des Jeux d'été.

## Médaillés
| Sport      | Discipline                          | Athlète(s)                                                   | Performance                            | Date       |
| ---------- | ----------------------------------- | ------------------------------------------------------------ | -------------------------------------- | ---------- |
| Taekwondo  | Moins de 58 kg hommes               | Vito Dell'Aquila                                             | Mohamed Khalil Jendoubi Victoire 16-12 | 24 juillet |
| Aviron     | Deux de couple poids légers féminin | Valentina Rodini Federica Cesarini                           | 6 min 47 s 54                          | 29 juillet |
| Athlétisme | 100 m                               | Marcell Jacobs                                               | 9 s 80 (ER)                            | 1er août   |
| Athlétisme | Saut en hauteur masculin            | Gianmarco Tamberi                                            | 2,37 m                                 | 1er août   |
| Athlétisme | 20 kilomètres marche masculin       | Massimo Stano                                                | 1 h 21 min 5 s                         | 5 août     |
| Athlétisme | 20 kilomètres marche féminin        | Antonella Palmisano                                          | 1 h 29 min 12 s                        | 6 août     |
| Athlétisme | Relais 4 × 100 mètres masculin      | Marcell Jacobs Filippo Tortu Eseosa Desalu Lorenzo Patta     | 37 s 50 (NR)                           | 6 août     |
| Voile      | Nacra 17 mixte                      | Ruggero Tita Caterina Banti                                  | 35 pts                                 | 3 août     |
| Cyclisme   | Poursuite par équipes masculine     | Simone Consonni Filippo Ganna Francesco Lamon Jonathan Milan | 3 min 42 s 032 (RM)                    | 4 août     |
| Karaté     | Moins de 75 kg hommes               | Luigi Busà                                                   | Rafael Ağayev Victoire 1-0             | 6 août     |

| Sport                  | Discipline                           | Athlète(s)                                                                     | Performance                  | Date       |
| ---------------------- | ------------------------------------ | ------------------------------------------------------------------------------ | ---------------------------- | ---------- |
| Escrime                | Sabre masculin individuel            | Luigi Samele                                                                   | Áron Szilágyi Défaite 7-15   | 24 juillet |
| Escrime                | Fleuret masculin individuel          | Daniele Garozzo                                                                | Cheung Ka Long Défaite 11-15 | 26 juillet |
| Escrime                | Sabre masculin par équipes           | Enrico Berrè Luca Curatoli Aldo Montano Luigi Samele                           | Corée du Sud Défaite 26-45   | 28 juillet |
| Tir                    | Skeet femmes                         | Diana Bacosi                                                                   | 55 points                    | 26 juillet |
| Natation               | Relais 4 × 100 m nage libre masculin | Alessandro Miressi Thomas Ceccon Lorenzo Zazzeri Manuel Frigo Santo Condorelli | 3 min 10 s 11 (NR)           | 26 juillet |
| Natation               | 800 m nage libre masculin            | Gregorio Paltrinieri                                                           | 7 min 42 s 11                | 29 juillet |
| Haltérophilie          | Moins de 64 kg femmes                | Giorgia Bordignon                                                              | 232 kg                       | 27 juillet |
| Tir à l'arc            | Tir à l'arc individuel masculin      | Mauro Nespoli                                                                  | Mete Gazoz Défaite 4-6       | 31 juillet |
| Gymnastique artistique | Sol femmes                           | Vanessa Ferrari                                                                | 14,200 points                | 2 août     |
| Canoë-kayak            | K1 200 m hommes                      | Manfredi Rizza                                                                 | 35 s 080                     | 5 août     |

| Sport                 | Discipline                                     | Athlète(s)                                                                             | Performance                     | Date       |
| --------------------- | ---------------------------------------------- | -------------------------------------------------------------------------------------- | ------------------------------- | ---------- |
| Cyclisme              | Course en ligne féminine de cyclisme sur route | Elisa Longo Borghini                                                                   | 3 h 54 min 14 s                 | 25 juillet |
| Cyclisme              | Omnium masculin                                | Elia Viviani                                                                           | 124 points                      | 5 août     |
| Haltérophilie         |                                                | Mirko Zanni                                                                            | 322 kg                          | 25 juillet |
| Haltérophilie         | Moins de 81 kg hommes                          | Antonino Pizzolato                                                                     | 365 kg                          | 31 juillet |
| Aviron                | Quatre de couple masculin                      | Matteo Castaldo Bruno Rosetti Matteo Lodo Giuseppe Vicino                              | 5 min 43 s 60                   | 28 juillet |
| Aviron                | Deux de couple poids légers masculin           | Pietro Ruta Stefano Oppo                                                               | 6 min 14 s 30                   | 29 juillet |
| Escrime               | Épée féminine par équipes                      | Rossella Fiamingo Federica Isola Mara Navarria Alberta Santuccio                       | Chine Victoire 23-21            | 27 juillet |
| Escrime               | Fleuret féminin par équipes                    | Martina Batini Erica Cipressa Arianna Errigo Alice Volpi                               | États-Unis Victoire 45-23       | 29 juillet |
| Tir à l'arc           | Tir à l'arc individuel féminin                 | Lucilla Boari                                                                          | Mackenzie Brown Victoire 7-1    | 30 juillet |
| Boxe                  | Poids plumes femmes                            | Irma Testa                                                                             | Nesthy Petecio Défaite 1-4      | 31 juillet |
| Cyclisme              | Omnium masculin                                | Elia Viviani                                                                           | 124 points                      | 5 août     |
| Gymnastique rythmique | Concours des ensembles                         | Alessia Maurelli Martina Centofanti Martina Santandrea Agnese Duranti Daniela Mogurean | 87,700 points                   | 8 août     |
| Judo                  | Moins de 52 kg femmes                          | Odette Giuffrida                                                                       | Réka Pupp Victoire 10-00        | 25 juillet |
| Judo                  | [Moins de 63 kg femmes                         | Maria Centracchio                                                                      | Juul Franssen Victoire 10-00    | 27 juillet |
| Karaté                | Kata femmes                                    | Viviana Bottaro                                                                        | 26,48 points                    | 5 août     |
| Lutte                 | Libre hommes 97 kg                             | Abraham Conyedo                                                                        | Süleyman Karadeniz Victoire 6-2 | 7 août     |
| Natation              | 100 m brasse masculin                          | Nicolò Martinenghi                                                                     | 58 s 33                         | 26 juillet |
| Natation              | 200 m papillon masculin                        | Federico Burdisso                                                                      | 1 min 54 s 45                   | 28 juillet |
| Natation              | 800 m nage libre féminin                       | Simona Quadarella                                                                      | 8 min 18 s 35                   | 31 juillet |
| Natation              | Relais 4 × 100 m 4 nages masculin              | Federico Burdisso Thomas Ceccon Nicolò Martinenghi Alessandro Miressi                  | 3 min 29 s 17                   | 1er août   |
| Natation              | 10 km en eau libre masculin                    | Gregorio Paltrinieri                                                                   | 1 h 49 min 1 s 10               | 5 août     |

| Sport         |    |    |    | Total |
| ------------- | -- | -- | -- | ----- |
| Athlétisme    | 5  | 0  | 0  | 5     |
| Aviron        | 1  | 0  | 2  | 3     |
| Boxe          | 0  | 0  | 1  | 1     |
| Canoë-kayak   | 0  | 1  | 0  | 1     |
| Cyclisme      | 1  | 0  | 2  | 3     |
| Escrime       | 0  | 3  | 2  | 5     |
| Gymnastique   | 0  | 1  | 1  | 2     |
| Haltérophilie | 0  | 1  | 2  | 3     |
| Plongeon      | 0  | 0  | 2  | 2     |
| Karaté        | 1  | 0  | 1  | 1     |
| Lutte         | 0  | 0  | 1  | 1     |
| Natation      | 0  | 2  | 5  | 7     |
| Taekwondo     | 1  | 0  | 0  | 1     |
| Tir           | 0  | 1  | 0  | 1     |
| Tir à l'arc   | 0  | 1  | 1  | 2     |
| Voile         | 1  | 0  | 0  | 1     |
| Total         | 10 | 10 | 20 | 40    |

| Jour       |    |    |    | Total |
| ---------- | -- | -- | -- | ----- |
| 24 juillet | 1  | 1  | 0  | 2     |
| 25 juillet | 0  | 0  | 3  | 3     |
| 26 juillet | 0  | 3  | 1  | 4     |
| 27 juillet | 0  | 1  | 2  | 3     |
| 28 juillet | 0  | 1  | 2  | 3     |
| 29 juillet | 1  | 1  | 2  | 4     |
| 30 juillet | 0  | 0  | 1  | 1     |
| 31 juillet | 0  | 1  | 3  | 4     |
| 1er août   | 2  | 0  | 1  | 3     |
| 2 août     | 0  | 1  | 0  | 1     |
| 3 août     | 1  | 0  | 0  | 1     |
| 4 août     | 1  | 0  | 0  | 1     |
| 5 août     | 1  | 1  | 3  | 5     |
| 6 août     | 3  | 0  | 0  | 3     |
| 7 août     | 0  | 0  | 1  | 1     |
| 8 août     | 0  | 0  | 1  | 1     |
| Total      | 10 | 10 | 20 | 40    |

| Sexe   |    |    |    | Total |
| ------ | -- | -- | -- | ----- |
| Femmes | 2  | 3  | 10 | 15    |
| Hommes | 7  | 7  | 14 | 24    |
| Mixte  | 1  | 0  | 0  | 1     |
| Total  | 10 | 10 | 20 | 40    |

| Athlète              | Sport      |   |   |   | Total |
| -------------------- | ---------- | - | - | - | ----- |
| Marcell Jacobs       | Athlétisme | 2 | 0 | 0 | 2     |
| Luigi Samele         | Escrime    | 0 | 2 | 0 | 2     |
| Gregorio Paltrinieri | Natation   | 0 | 1 | 1 | 2     |
| Thomas Ceccon        | Natation   | 0 | 1 | 1 | 2     |
| Alessandro Miressi   | Natation   | 0 | 1 | 1 | 2     |
| Nicolò Martinenghi   | Natation   | 0 | 0 | 2 | 2     |
| Federico Burdisso    | Natation   | 0 | 0 | 2 | 2     |

## Athlètes engagés
| Sport                 | Hommes | Femmes | Total |
| --------------------- | ------ | ------ | ----- |
| Athlétisme            | 41     | 34     | 75    |
| Aviron                | 13     | 10     | 23    |
| Basket-ball           | 12     | 4      | 16    |
| Boxe                  | 0      | 4      | 4     |
| Canoë-kayak           | 4      | 3      | 7     |
| Cyclisme              | 15     | 10     | 25    |
| Équitation            | 2      | 3      | 5     |
| Escalade              | 2      | 1      | 3     |
| Escrime               | 9      | 9      | 18    |
| Golf                  | 2      | 2      | 4     |
| Gymnastique           | 2      | 12     | 14    |
| Haltérophilie         | 3      | 2      | 5     |
| Judo                  | 4      | 4      | 8     |
| Karaté                | 3      | 2      | 5     |
| Lutte                 | 2      | 0      | 2     |
| Natation              | 22     | 16     | 38    |
| Natation synchronisée | -      | 8      | 8     |
| Pentathlon moderne    | 0      | 2      | 2     |
| Plongeon              | 2      | 4      | 6     |
| Skateboard            | 2      | 1      | 3     |
| Softball              | 0      | 15     | 15    |
| Surf                  | 1      | 0      | 1     |
| Taekwondo             | 2      | 0      | 2     |
| Tennis                | 4      | 3      | 7     |
| Tennis de table       | 0      | 1      | 1     |
| Tir                   | 9      | 5      | 14    |
| Tir à l'arc           | 1      | 3      | 4     |
| Triathlon             | 2      | 3      | 5     |
| Voile                 | 4      | 5      | 9     |
| Volley-ball           | 16     | 14     | 30    |
| Water-polo            | 13     | 0      | 13    |
| Total                 | 193    | 180    | 373   |

## Résultats

### Athlétisme

#### Courses
| Athlète                                                    | Épreuve          | 1er tour         | 1er tour    | Demi-finale | Demi-finale | Finale           | Finale                         |
| Athlète                                                    | Épreuve          | Temps            | Rang        | Temps       | Rang        | Temps            | Rang                           |
| ---------------------------------------------------------- | ---------------- | ---------------- | ----------- | ----------- | ----------- | ---------------- | ------------------------------ |
| Marcell Jacobs                                             | 100 m            | 9 s 94           | 1er         | 9 s 84      | 3e          | 9 s 80 ER, NR    | Médaille d'or, Jeux olympiques |
| Filippo Tortu                                              | 100 m            | 10 s 10          | 4e          | 10 s 16     | 7e          | Éliminé          | Éliminé                        |
| Eseosa Desalu                                              | 200 m            | 20 s 29          | 3e          | 20 s 43     | 6e          | Éliminé          | Éliminé                        |
| Antonio Infantino                                          | 200 m            | 20 s 90          | 5e          | Éliminé     | Éliminé     | Éliminé          | Éliminé                        |
| Davide Re                                                  | 400 m            | 45 s 46          | 5e          | 44 s 94     | 5e          | Éliminé          | Éliminé                        |
| Edoardo Scotti                                             | 400 m            | 45 s 71          | 4e          | Éliminé     | Éliminé     | Éliminé          | Éliminé                        |
| Yemaneberhan Crippa                                        | 5 000 m          | 13 min 47 s 12   | 15e         | Non disputé | Non disputé | Éliminé          | Éliminé                        |
| Yemaneberhan Crippa                                        | 10 000 m         | Non disputé      | Non disputé | Non disputé | Non disputé | 27 min 54 s 5    | 11e                            |
| Paolo Dal Molin                                            | 110 m haies      | 13 s 44          | 4e          | 13 s 40     | e           | Éliminé          | Éliminé                        |
| Hassane Fofana                                             | 13 s 70          | 8e               | Éliminé     | Éliminé     | Éliminé     | Éliminé          |                                |
| Alessandro Sibilio                                         | 400 m haies      | 49 s 11          | 3e          | 47 s 93     | 3e          | 48 s 77          | 8e                             |
| Ahmed Abdelwahed                                           | 3 000 m steeple  | 8 min 12 s 71    | 3e          | Non disputé | Non disputé | 8 min 24 s 34    | 14e                            |
| Ala Zoghlami                                               | 3 000 m steeple  | 8 min 14 s 6     | 4e          | Non disputé | Non disputé | 8 min 18 s 50    | 9e                             |
| Osama Zoghlami                                             | 3 000 m steeple  | 8 min 19 s 51    | 4e          | Non disputé | Non disputé | Éliminé          | Éliminé                        |
| Yassine El Fathaoui                                        | Marathon         | Non disputé      | Non disputé | Non disputé | Non disputé | 2 h 19 min 44 s  | 47e                            |
| Eyob Faniel                                                | Marathon         | Non disputé      | Non disputé | Non disputé | Non disputé | 2 h 15 min 11 s  | 20e                            |
| Yassine Rachik                                             | Marathon         | Non disputé      | Non disputé | Non disputé | Non disputé | Abandon          | Abandon                        |
| Francesco Fortunato                                        | 20 km marche     | Non disputé      | Non disputé | Non disputé | Non disputé | 1 h 23 min 43 s  | 15e                            |
| Massimo Stano                                              | 20 km marche     | Non disputé      | Non disputé | Non disputé | Non disputé | 1 h 21 min 5 s   | Médaille d'or, Jeux olympiques |
| Federico Tontodonati                                       | 20 km marche     | Non disputé      | Non disputé | Non disputé | Non disputé | 1 h 31 min 19 s  | 44e                            |
| Andrea Agrusti                                             | 50 km marche     | Non disputé      | Non disputé | Non disputé | Non disputé | 4 h 1 min 10 s   | 23e                            |
| Teodorico Caporaso                                         | 50 km marche     | Non disputé      | Non disputé | Non disputé | Non disputé | Abandon          | Abandon                        |
| Marco De Luca                                              | 50 km marche     | Non disputé      | Non disputé | Non disputé | Non disputé | Abandon          | Abandon                        |
| Eseosa Desalu Marcell Jacobs Lorenzo Patta Filippo Tortu   | Relais 4 × 100 m | 37 s 95 NR       | 3e          | Non disputé | Non disputé | 37 s 50 NR       | Médaille d'or, Jeux olympiques |
| Vladimir Aceti Davide Re Edoardo Scotti Alessandro Sibilio | Relais 4 × 400 m | 2 min 58 s 91 NR | 4e          | Non disputé | Non disputé | 2 min 58 s 81 NR | 7e                             |

| Athlète                                                              | Épreuve          | 1er tour       | 1er tour    | Demi-finale  | Demi-finale | Finale          | Finale                         |
| Athlète                                                              | Épreuve          | Temps          | Rang        | Temps        | Rang        | Temps           | Rang                           |
| -------------------------------------------------------------------- | ---------------- | -------------- | ----------- | ------------ | ----------- | --------------- | ------------------------------ |
| Anna Bongiorni                                                       | 100 m            | 11 s 35        | 3e          | 11 s 38      | 8e          | Éliminée        | Éliminée                       |
| Vittoria Fontana                                                     | 100 m            | 11 s 53        | 7e          | Éliminée     | Éliminée    |                 |                                |
| Gloria Hooper                                                        | 200 m            | 23 s 16        | 4e          | 23 s 28      | 8e          | Éliminée        | Éliminée                       |
| Dalia Kaddari                                                        | 200 m            | 23 s 26        | 3e          | 23 s 41      | 8e          | Éliminée        | Éliminée                       |
| Elena Bellò                                                          | 800 m            | 2 min 1 s 7    | 5e          | 2 min 2 s 35 | 6e          | Éliminée        | Éliminée                       |
| Federica Del Buono                                                   | 1 500 m          | 4 min 7 s 70   | 11e         | Éliminée     | Éliminée    | Éliminée        | Éliminée                       |
| Gaia Sabbatini                                                       | 1 500 m          | 4 min 5 s 41   | 4e          | 4 min 2 s 25 | 8e          | Éliminée        | Éliminée                       |
| Nadia Battocletti                                                    | 5 000 m          | 14 min 55 s 83 | 3e          | Non disputé  | Non disputé | 14 min 46 s 29  | 7e                             |
| Luminosa Bogliolo                                                    | 100 m haies      | 12 s 93        | 3e          | 12 s 75 NR   | 4e          | Éliminée        | Éliminée                       |
| Elisa Di Lazzaro                                                     | 100 m haies      | 13 s 8         | 5e          | Éliminée     | Éliminée    | Éliminée        | Éliminée                       |
| Eleonora Marchiando                                                  | 400 m haies      | 59 s 82        | 5e          | Éliminée     | Éliminée    | Éliminée        | Éliminée                       |
| Linda Olivieri                                                       | 400 m haies      | 55 s 54        | 4e          | 57 s 3       | 7e          | Éliminée        | Éliminée                       |
| Yadisleidy Pedroso                                                   | 400 m haies      | 55 s 57        | 5e          | 55 s 80      | 5e          | Éliminée        | Éliminée                       |
| Giovanna Epis                                                        | Marathon         | Non disputé    | Non disputé | Non disputé  | Non disputé | 2 h 35 min 9 s  | 32e                            |
| Eleonora Giorgi                                                      | 20 km marche     | Non disputé    | Non disputé | Non disputé  | Non disputé | 1 h 46 min 36 s | 52e                            |
| Antonella Palmisano                                                  | 20 km marche     | Non disputé    | Non disputé | Non disputé  | Non disputé | 1 h 29 min 12 s | Médaille d'or, Jeux olympiques |
| Valentina Trapletti                                                  | 20 km marche     | Non disputé    | Non disputé | Non disputé  | Non disputé | 1 h 33 min 12 s | 18e                            |
| Irene Siragusa Gloria Hooper Anna Bongiorni Vittoria Fontana         | Relais 4 × 100 m | 42 s 84        | 6e          | Non disputé  | Non disputé | Éliminées       | Éliminées                      |
| Maria Benedicta Chigbolu Alice Mangione Petra Nardelli Rebecca Borga | Relais 4 × 400 m | 3 min 27 s 74  | 7e          | Non disputé  | Non disputé | Éliminées       | Éliminées                      |

| Athlète                                                    | Épreuve          | 1er tour      | 1er tour | Finale   | Finale   |
| Athlète                                                    | Épreuve          | Temps         | Rang     | Temps    | Rang     |
| ---------------------------------------------------------- | ---------------- | ------------- | -------- | -------- | -------- |
| Vladimir Aceti Edoardo Scotti Rebecca Borga Alice Mangione | Relais 4 × 400 m | 3 min 13 s 51 | 5e       | Éliminés | Éliminés |

#### Concours
| Athlète           | Épreuve          | Qualification | Qualification | Finale      | Finale                         |
| Athlète           | Épreuve          | Performance   | Rang          | Performance | Rang                           |
| ----------------- | ---------------- | ------------- | ------------- | ----------- | ------------------------------ |
| Stefano Sottile   | Saut en hauteur  | 2,17 m        | 26e           | Éliminé     | Éliminé                        |
| Gianmarco Tamberi | Saut en hauteur  | 2,28 m        | 9e            | 2,37 m      | Médaille d'or, Jeux olympiques |
| Claudio Stecchi   | Saut à la perche | NM            | -             | Éliminé     | Éliminé                        |
| Filippo Randazzo  | Saut en longueur | 8,10 m        | 6e            | 7,99 m      | 8e                             |
| Tobia Bocchi      | Triple saut      | 16,78 m       | 13e           | Éliminé     | Éliminé                        |
| Andrea Dallavalle | Triple saut      | 16,99 m       | 7e            | 16,85 m     | 9e                             |
| Emmanuel Ihemeje  | Triple saut      | 16,88 m       | 9e            | 16,52 m     | 11e                            |
| Leonardo Fabbri   | Lancer du poids  | 20,80 m       | 14e           | Éliminé     | Éliminé                        |
| Nick Ponzio       | Lancer du poids  | 20,28 m       | 20e           | Éliminé     | Éliminé                        |
| Zane Weir         | Lancer du poids  | 21,25 m       | 5e            | 21,41 m     | 5e                             |
| Giovanni Faloci   | Lancer du disque | 57,33 m       | 29e           | Éliminé     | Éliminé                        |

| Athlète            | Épreuve           | Qualification | Qualification | Finale      | Finale   |
| Athlète            | Épreuve           | Performance   | Rang          | Performance | Rang     |
| ------------------ | ----------------- | ------------- | ------------- | ----------- | -------- |
| Alessia Trost      | Saut en hauteur   | 1,90 m        | 20e           | Éliminée    | Éliminée |
| Elena Vallortigara | Saut en hauteur   | 193 m         | 16e           | Éliminée    | Éliminée |
| Roberta Bruni      | Saut à la perche  | 4,25 m        | 24e           | Éliminée    | Éliminée |
| Elisa Molinarolo   | Saut à la perche  | 4,40 m        | 18e           | Éliminée    | Éliminée |
| Dariya Derkach     | Triple saut       | 13,90 m       | 21e           | Éliminée    | Éliminée |
| Daisy Osakue       | Lancer du disque  | 63,66 m       | 5e            | 59,97 m     | 12e      |
| Sara Fantini       | Lancer du marteau | 71,68 m       | 12e           | 69,10 m     | 12e      |

### Aviron
| Athlète                                                            | Compétition                          | Série         | Série | Repêchages    | Repêchages   | Quarts de finale | Quarts de finale | Demi-finale                      | Demi-finale | Finale                 | Finale                              |
| Athlète                                                            | Compétition                          | Temps         | Rang  | Temps         | Rang         | Temps            | Rang             | Temps                            | Rang        | Temps                  | Rang                                |
| ------------------------------------------------------------------ | ------------------------------------ | ------------- | ----- | ------------- | ------------ | ---------------- | ---------------- | -------------------------------- | ----------- | ---------------------- | ----------------------------------- |
| Gennaro Di Mauro                                                   | Skiff masculin                       | 7 min 6 s 87  | 2e    | Non concerné  | Non concerné | 7 min 26 s 25    | 3e               | Demi-finale A/B 6 min 50 s 19    | 4e          | Finale B 6 min 47 s 38 | 8e                                  |
| Giovanni Abagnale Marco Di Costanzo                                | Deux sans barreur masculin           | 6 min 48 s 74 | 2e    | Non concerné  | Non concerné | Non disputé      | Non disputé      | Demi-finale A/B 6 min 20 s 29    | 5e          | Finale B 6 min 31 s 43 | 7e                                  |
| Stefano Oppo Pietro Ruta                                           | Deux de couple poids légers masculin | 6 min 24 s 25 | 2e    | Non concerné  | Non concerné | Non disputé      | Non disputé      | Demi-finale A/B 6 min 7 s 70     | 2e          | Finale A 6 min 14 s 30 | Médaille de bronze, Jeux olympiques |
| Matteo Castaldo Matteo Lodo Bruno Rosetti Giuseppe Vicino          | Quatre sans barreur masculin         | 5 min 57 s 67 | 2e    | Non concerné  | Non concerné | Non disputé      | Non disputé      | Non disputé                      | Non disputé | Finale A 5 min 43 s 60 | Médaille de bronze, Jeux olympiques |
| Giacomo Gentili Andrea Panizza Luca Rambaldi Simone Venier         | Quatre de couple masculin            | 5 min 39 s 28 | 2e    | Non concerné  | Non concerné | Non disputé      | Non disputé      | Non disputé                      | Non disputé | Finale A 5 min 37 s 29 | 5e                                  |
| Aisha Rocek Kiri Tontodonati                                       | Deux sans barreur féminin            | 7 min 22 s 79 | 3e    | Non concerné  | Non concerné | Non disputé      | Non disputé      | Demi-finale A/B 7 min 4 s 52     | 6e          | Finale B 7 min 4 s 46  | 12e                                 |
| Chiara Ondoli Alessandra Patelli                                   | Deux de couple féminin               | 6 min 59 s 58 | 3e    | Non concerné  | Non concerné | Non disputé      | Non disputé      | Demi-finale A/B 7 min 19 s 25    | 4e          | Finale B 6 min 58 s 88 | 9e                                  |
| Federica Cesarini Valentina Rodini                                 | Deux de couple poids légers féminin  | 7 min 4 s 66  | 2e    | Non concerné  | Non concerné | Non disputé      | Non disputé      | Demi-finale A/B 6 min 41 s 36 WR | 1re         | Finale A 6 min 47 s 54 | Médaille d'or, Jeux olympiques      |
| Stefania Gobbi Valentina Iseppi Veronica Lisi Alessandra Montesano | Quatre de couple féminin             | 6 min 20 s 45 | 3e    | 6 min 37 s 44 | 1re          | Non disputé      | Non disputé      | Non disputé                      | Non disputé | Finale A 6 min 13 s 33 | 4e                                  |

### Basket-ball

#### Basket-ball à cinq
| Épreuve          | Phase de groupe          | Phase de groupe         | Phase de groupe        | Phase de groupe | Quart de finale      | Demi-finale      | Finale / MB      | Rang     |
| Épreuve          | Adversaire Score         | Adversaire Score        | Adversaire Score       | Rang            | Adversaire Score     | Adversaire Score | Adversaire Score | Rang     |
| ---------------- | ------------------------ | ----------------------- | ---------------------- | --------------- | -------------------- | ---------------- | ---------------- | -------- |
| Tournoi masculin | Allemagne Victoire 92-82 | Australie Défaite 83-86 | Nigeria Victoire 80-71 | 2e              | France Défaite 75-84 | Éliminés         | Éliminés         | Éliminés |

#### Basket-ball à trois
| Épreuve         | Phase de poules         | Phase de poules      | Phase de poules         | Phase de poules     | Phase de poules     | Phase de poules          | Phase de poules  | Phase de poules | Quart de finale     | Demi-finale      | Finale / MB      | Rang      |
| Épreuve         | Adversaire Score        | Adversaire Score     | Adversaire Score        | Adversaire Score    | Adversaire Score    | Adversaire Score         | Adversaire Score | Rang            | Adversaire Score    | Adversaire Score | Adversaire Score | Rang      |
| --------------- | ----------------------- | -------------------- | ----------------------- | ------------------- | ------------------- | ------------------------ | ---------------- | --------------- | ------------------- | ---------------- | ---------------- | --------- |
| Tournoi féminin | Mongolie Victoire 15-14 | France Défaite 16-19 | Roumanie Victoire 22-14 | Chine Défaite 13-22 | Japon Défaite 10-22 | États-Unis Défaite 13-17 | ROC Défaite 9-17 | 6e              | Chine Défaite 13-19 | Éliminées        | Éliminées        | Éliminées |

### Boxe
| Athlète             | Catégorie               | 1/16e de finale         | 1/8e de finale         | Quart de finale     | Demi-finale         | Finale              | Rang                                |
| Athlète             | Catégorie               | Adversaire Résultat     | Adversaire Résultat    | Adversaire Résultat | Adversaire Résultat | Adversaire Résultat | Rang                                |
| ------------------- | ----------------------- | ----------------------- | ---------------------- | ------------------- | ------------------- | ------------------- | ----------------------------------- |
| Giordana Sorrentino | Mouches femmes (-51 kg) | Cardozo Victoire 5-0    | Huang Défaite 0-5      | Éliminée            | Éliminée            | Éliminée            | Éliminée                            |
| Irma Testa          | Plumes femmes (-57 kg)  | Vorontsova Victoire 4-1 | Walsh Victoire 5-0     | Veyre Victoire 5-0  | Petecio Défaite 1-4 | Éliminée            | Médaille de bronze, Jeux olympiques |
| Rebecca Nicoli      | Légers femmes (-60 kg)  | Falcón Victoire 4-1     | Harrington Défaite 0-5 | Éliminée            | Éliminée            | Éliminée            | Éliminée                            |
| Angela Carini       | Welters femmes (-69 kg) | Exemptée                | Chen Défaite 2-3       | Éliminée            | Éliminée            | Éliminée            | Éliminée                            |

### Canoë-kayak
| Athlète                    | Compétition       | Série          | Série | Quarts de finale | Quarts de finale | Demi-finale    | Demi-finale | Finale Finale B Finale C | Finale Finale B Finale C           |
| Athlète                    | Compétition       | Temps          | Rang  | Temps            | Rang             | Temps          | Rang        | Temps                    | Rang                               |
| -------------------------- | ----------------- | -------------- | ----- | ---------------- | ---------------- | -------------- | ----------- | ------------------------ | ---------------------------------- |
| Manfredi Rizza             | K1 200 m hommes   | 34 s 867       | 1er   | Exempté          | Exempté          | 35 s 171       | 2e          | 35 s 080                 | Médaille d'argent, Jeux olympiques |
| Luca Beccaro Samuele Burgo | K2 1 000 m hommes | 3 min 28 s 047 | 4e    | 3 min 12 s 667   | 3e               | 3 min 20 s 591 | 5e          | Finale B 3 min 22 s 408  | 11e                                |
| Francesca Genzo            | K1 200 m femmes   | 42 s 198       | 2e    | Exemptée         | Exemptée         | 40 s           | 4e          | 40 s 184                 | 7e                                 |

| Athlète             | Compétition  | Série    | Série | Série    | Série | Série    | Série | Demi-finale | Demi-finale | Finale   | Finale   |
| Athlète             | Compétition  | Run 1    | Rang  | Run 2    | Rang  | Meilleur | Rang  | Temps       | Rang        | Temps    | Rang     |
| ------------------- | ------------ | -------- | ----- | -------- | ----- | -------- | ----- | ----------- | ----------- | -------- | -------- |
| Giovanni De Gennaro | K-1 masculin | 90 s 92  | 1er   | 90 s 65  | 2e    | 90 s 65  | 2e    | 100 s 23    | 14e         | Éliminé  | Éliminé  |
| Marta Bertoncelli   | C-1 féminin  | 121 s 83 | 13e   | 113 s 91 | 4e    | 113 s 91 | 10e   | 145 s 71    | 15e         | Éliminée | Éliminée |
| Stefanie Horn       | K-1 féminin  | 109 s 82 | 9e    | 104 s 79 | 4e    | 104 s 79 | 4e    | 108 s 52    | 4e          | 106 s 93 | 4e       |

### Cyclisme

#### BMX
| Athlète         | Compétition | Quart de finale | Quart de finale | Demi-finale | Demi-finale | Finale  | Finale  |
| Athlète         | Compétition | Points          | Rang            | Points      | Rang        | Temps   | Rang    |
| --------------- | ----------- | --------------- | --------------- | ----------- | ----------- | ------- | ------- |
| Giacomo Fantoni | Hommes      | 14              | 5e              | Éliminé     | Éliminé     | Éliminé | Éliminé |

#### Sur piste
| Athlète                                                                               | Compétition        | Qualification  | Qualification | Premier tour                                | Premier tour | Finale                              | Finale                         |
| Athlète                                                                               | Compétition        | Temps          | Rang          | Adversaire Résultat                         | Rang         | Adversaire Résultat                 | Rang                           |
| ------------------------------------------------------------------------------------- | ------------------ | -------------- | ------------- | ------------------------------------------- | ------------ | ----------------------------------- | ------------------------------ |
| Simone Consonni Filippo Ganna Francesco Lamon Jonathan Milan                          | Par équipes hommes | 3 min 45 s 895 | 2e            | Nouvelle-Zélande Victoire 3 min 42 s 307 WR | 1er          | Danemark Victoire 3 min 42 s 032 WR | Médaille d'or, Jeux olympiques |
| Martina Alzini Rachele Barbieri Martina Fidanza Vittoria Guazzini Letizia Paternoster | Par équipes femmes | 4 min 11 s 666 | 4e            | Allemagne Défaite 4 min 10 s 063            | 6e           | Australie Défaite 4 min 11 s 108    | 6e                             |

| Athlète       | Compétition | Scratch | Scratch | Course tempo | Course tempo | Élimination | Élimination | Course aux points | Course aux points | Total | Rang                                |
| Athlète       | Compétition | Rang    | Points  | Rang         | Points       | Rang        | Points      | Rang              | Points            | Total | Rang                                |
| ------------- | ----------- | ------- | ------- | ------------ | ------------ | ----------- | ----------- | ----------------- | ----------------- | ----- | ----------------------------------- |
| Elia Viviani  | Hommes      | 13e     | 16      | 8e           | 26           | 1er         | 40          | 42e               | 4                 | 124   | Médaille de bronze, Jeux olympiques |
| Elisa Balsamo | Femmes      | ab.     | 16      | 10e          | 22           | 15e         | 12          | 10e               | 0                 | 50    | 14e                                 |

| Athlète                           | Épreuve | Points | Tours | Classement |
| --------------------------------- | ------- | ------ | ----- | ---------- |
| Simone Consonni Elia Viviani      | Hommes  | -9     | 100   | 10e        |
| Elisa Balsamo Letizia Paternoster | Femmes  | 2      | 120   | 8e         |

#### Sur route
| Athlète              | Compétition | Temps         | Rang |
| -------------------- | ----------- | ------------- | ---- |
| Alberto Bettiol      | Hommes      | 57 min 38 s 6 | 11e  |
| Filippo Ganna        | Hommes      | 56 min 9 s 93 | 5e   |
| Elisa Longo Borghini | Femmes      | 33 min 0 s 89 | 10e  |

| Athlète              | Compétition | Temps           | Rang                                |
| -------------------- | ----------- | --------------- | ----------------------------------- |
| Alberto Bettiol      | Hommes      | 6 h 9 min 4 s   | 14e                                 |
| Damiano Caruso       | Hommes      | 6 h 11 min 46 s | 24e                                 |
| Giulio Ciccone       | Hommes      | 6 h 16 min 53 s | 60e                                 |
| Gianni Moscon        | Hommes      | 6 h 9 min 4 s   | 20e                                 |
| Vincenzo Nibali      | Hommes      | 6 h 16 min 53 s | 53e                                 |
| Marta Bastianelli    | Femmes      | 4 h 2 min 16 s  | 44e                                 |
| Marta Cavalli        | Femmes      | 3 h 54 min 31 s | 8e                                  |
| Elisa Longo Borghini | Femmes      | 6 h 54 min 14 s | Médaille de bronze, Jeux olympiques |
| Soraya Paladin       | Femmes      | 4 h 8 min 40 s  | 48e                                 |

#### VTT
| Athlète              | Compétition | Temps            | Rang |
| -------------------- | ----------- | ---------------- | ---- |
| Luca Braidot         | Hommes      | 1 h 31 min 30 s  | 25e  |
| Nadir Colledani      | Hommes      | A concédé 1 tour | 34e  |
| Gerhard Kerschbaumer | Hommes      | 1 h 29 min 48 s  | 20e  |
| Eva Lechner          | Femmes      | 1 h 26 min 26 s  | 25e  |

### Équitation
| Athlète        | Cheval            | Compétition | Grand Prix | Grand Prix | Grand prix libre | Grand prix libre | Total   | Total   |
| Athlète        | Cheval            | Compétition | Score      | Rang       | Technique        | Artistique       | Score   | Rang    |
| -------------- | ----------------- | ----------- | ---------- | ---------- | ---------------- | ---------------- | ------- | ------- |
| Francesco Zaza | Wispering Romance | Individuel  | 66,941     | 43e        | Éliminé          | Éliminé          | Éliminé | Éliminé |

| Athlète                                          | Cheval                     | Compétition | Dressage  | Dressage | Cross-country | Cross-country | Cross-country | Saut d'obstacles | Saut d'obstacles | Saut d'obstacles | Saut d'obstacles | Saut d'obstacles | Saut d'obstacles | Total     | Total |
| Athlète                                          | Cheval                     | Compétition | Dressage  | Dressage | Cross-country | Cross-country | Cross-country | Qualification    | Qualification    | Qualification    | Finale           | Finale           | Finale           | Total     | Total |
| Athlète                                          | Cheval                     | Compétition | Pénalités | Rang     | Pénalités     | Total         | Rang          | Pénalités        | Total            | Rang             | Pénalités        | Total            | Rang             | Pénalités | Rang  |
| ------------------------------------------------ | -------------------------- | ----------- | --------- | -------- | ------------- | ------------- | ------------- | ---------------- | ---------------- | ---------------- | ---------------- | ---------------- | ---------------- | --------- | ----- |
| Susanna Bordone                                  | Imperial van de Holtakkers | Individuel  | 33,90     | 36e      | 11,00         | 44,90         | 29e           | 0,00             | 44,90            | 22e              | 11,00            | 50,50            | 18e              | 50,50     | 18e   |
| Vittoria Panizzon                                | Super Cillious             | Individuel  | 38,60     | 52e      | 3,60          | 42,20         | 25e           | 8,00             | 50,20            | 27e              | Non qualifiée    | Non qualifiée    | Non qualifiée    | 50,20     | 27e   |
| Arianna Schivo                                   | Quefira de l'Ormeau        | Individuel  | 42,90     | 58e      | 2,80          | 45,70         | 28e           | 4,00             | 49,70            | 26e              | Non qualifiée    | Non qualifiée    | Non qualifiée    | 49,70     | 26e   |
| Susanna Bordone Vittoria Panizzon Arianna Schivo | voir ci-dessus             | Par équipes | 115,40    | 15e      | 17,40         | 132,80        | 7e            | 12,00            | 144,80           | 7e               | Non disputé      | Non disputé      | Non disputé      | 144,80    | 7e    |

| Athlète           | Cheval | Compétition | Qualification | Qualification | Qualification | Qualification | Qualification | Finale    | Finale    | Finale    | Finale  | Finale  |
| Athlète           | Cheval | Compétition | Pénalités     | Pénalités     | Pénalités     | Temps         | Rang          | Pénalités | Pénalités | Pénalités | Temps   | Rang    |
| Athlète           | Cheval | Compétition | Saut          | Temps         | Total         | Temps         | Rang          | Saut      | Temps     | Total     | Temps   | Rang    |
| ----------------- | ------ | ----------- | ------------- | ------------- | ------------- | ------------- | ------------- | --------- | --------- | --------- | ------- | ------- |
| Emanuele Gaudiano | Chalou | Individuel  | 8,00          | 1,00          | 9,00          | 89,48         | 47e           | Éliminé   | Éliminé   | Éliminé   | Éliminé | Éliminé |

### Escalade
| Athlète            | Compétition    | Qualifications | Qualifications | Qualifications | Qualifications | Qualifications | Qualifications | Qualifications | Qualifications | Qualifications | Finale   | Finale   | Finale   | Finale   | Finale     | Finale     | Finale     | Finale   | Finale   |
| Athlète            | Compétition    | Vitesse        | Vitesse        | Bloc           | Bloc           | Difficulté     | Difficulté     | Difficulté     | Total          | Rang           | Vitesse  | Vitesse  | Bloc     | Bloc     | Difficulté | Difficulté | Difficulté | Total    | Rang     |
| Athlète            | Compétition    | MT             | Rang           | Résultat       | Rang           | PA             | Temps          | Rang           | Total          | Rang           | MT       | Rang     | Résultat | Rang     | PA         | Temps      | Rang       | Total    | Rang     |
| ------------------ | -------------- | -------------- | -------------- | -------------- | -------------- | -------------- | -------------- | -------------- | -------------- | -------------- | -------- | -------- | -------- | -------- | ---------- | ---------- | ---------- | -------- | -------- |
| Ludovico Fossali   | Combiné hommes | 6 s 71         | 13e            | 0T0z 0 0       | 19e            | 25             | 2 min 48 s     | 18e            | 4 563,00       | 19e            | Éliminé  | Éliminé  | Éliminé  | Éliminé  | Éliminé    | Éliminé    | Éliminé    | Éliminé  | Éliminé  |
| Michael Piccolruaz | Combiné hommes | 6 s 33         | 8e             | 1T1z 12 4      | 14e            | 28+            | 2 min 33 s     | 12e            | 1 248,00       | 15e            | Éliminé  | Éliminé  | Éliminé  | Éliminé  | Éliminé    | Éliminé    | Éliminé    | Éliminé  | Éliminé  |
| Laura Rogora       | Combiné femmes | 10 s 50        | 19e            | 1T4z 1 5       | 7e             | 25             | -              | 10e            | 1 330,00       | 15e            | Éliminée | Éliminée | Éliminée | Éliminée | Éliminée   | Éliminée   | Éliminée   | Éliminée | Éliminée |

### Escrime
| Athlète                                                        | Compétition         | 1/16e de finale         | 1/8e de finale           | Quarts de finale      | Demi-finale Classement 5-8              | Finale 3e place Classement 5e, 7e places | Rang                               |
| Athlète                                                        | Compétition         | Adversaire Score        | Adversaire Score         | Adversaire Score      | Adversaire Score                        | Adversaire Score                         | Rang                               |
| -------------------------------------------------------------- | ------------------- | ----------------------- | ------------------------ | --------------------- | --------------------------------------- | ---------------------------------------- | ---------------------------------- |
| Marco Fichera                                                  | Épée individuelle   | Kurbanov Défaite 7-15   | Éliminé                  | Éliminé               | Éliminé                                 | Éliminé                                  | Éliminé                            |
| Enrico Garozzo                                                 | Épée individuelle   | Kanō Défaite 12-15      | Éliminé                  | Éliminé               | Éliminé                                 | Éliminé                                  | Éliminé                            |
| Andrea Santarelli                                              | Épée individuelle   | Khodos Victoire 15-10   | Bardenet Victoire 15-11  | Yamada Victoire 15-13 | Siklósi Défaite 10-15                   | Reizlin Défaite 12-15                    | 4e                                 |
| Marco Fichera Enrico Garozzo Andrea Santarelli Gabriele Cimini | Épée par équipes    | Non disputé             | Non disputé              | ROC Défaite 34-45     | 1/2 de classement Ukraine Défaite 39-45 | 7e place Suisse Victoire 36-34           | 7e                                 |
| Andrea Cassarà                                                 | Fleuret individuel  | Schenkel Victoire 15-11 | Hamza Défaite 13-15      | Éliminé               | Éliminé                                 | Éliminé                                  | Éliminé                            |
| Alessio Foconi                                                 | Fleuret individuel  | Sanità Victoire 15-8    | Cheung Défaite 3-15      | Éliminé               | Éliminé                                 | Éliminé                                  | Éliminé                            |
| Daniele Garozzo                                                | Fleuret individuel  | Hassan Victoire 15-6    | Matsuyama Victoire 15-14 | Lefort Victoire 15-10 | Shikine Victoire 15-9                   | Cheung Défaite 11-15                     | Médaille d'argent, Jeux olympiques |
| Andrea Cassarà Alessio Foconi Daniele Garozzo Giorgio Avola    | Fleuret par équipes | Non disputé             | Non disputé              | Japon Défaite 43-45   | Éliminés                                | Éliminés                                 | Éliminés                           |
| Enrico Berrè                                                   | Sabre individuel    | Ferjani Victoire 15-10  | Teodosiu Victoire 15-12  | Samele Défaite 10-15  | Éliminé                                 | Éliminé                                  | Éliminé                            |
| Luca Curatoli                                                  | Sabre individuel    | Teodosiu Défaite 13-15  | Éliminé                  | Éliminé               | Éliminé                                 | Éliminé                                  | Éliminé                            |
| Luigi Samele                                                   | Sabre individuel    | Xu Victoire 15-12       | Rahbari Victoire 15-7    | Berrè Victoire 15-10  | Kim Victoire 15-12                      | Szilágyi Défaite 7-15                    | Médaille d'argent, Jeux olympiques |
| Enrico Berrè Luca Curatoli Luigi Samele Aldo Montano           | Sabre par équipes   | Non disputé             | Non disputé              | Iran Victoire 45-44   | Hongrie Victoire 45-43                  | Corée du Sud Défaite 26-45               | Médaille d'argent, Jeux olympiques |

| Athlète                                                          | Compétition         | 1/16e de finale           | 1/8e de finale         | Quarts de finale       | Demi-finale Classement 5-8 | Finale 3e place Classement 5e, 7e places | Rang                                |
| Athlète                                                          | Compétition         | Adversaire Score          | Adversaire Score       | Adversaire Score       | Adversaire Score           | Adversaire Score                         | Rang                                |
| ---------------------------------------------------------------- | ------------------- | ------------------------- | ---------------------- | ---------------------- | -------------------------- | ---------------------------------------- | ----------------------------------- |
| Rossella Fiamingo                                                | Épée individuelle   | Moellhausen Victoire 10-9 | Jarecka Victoire 15-13 | Lehis Défaite 15-7     | Éliminée                   | Éliminée                                 | Éliminée                            |
| Federica Isola                                                   | Épée individuelle   | Besbes Victoire 14-12     | Lin Victoire 15-9      | Sun Défaite 10-11      | Éliminée                   | Éliminée                                 | Éliminée                            |
| Mara Navarria                                                    | Épée individuelle   | Lichagina Défaite 15-12   | Lehis 10-15            | Éliminée               | Éliminée                   | Éliminée                                 | Éliminée                            |
| Rossella Fiamingo Federica Isola Mara Navarria Alberta Santuccio | Épée par équipes    | Non disputé               | Non disputé            | ROC Victoire 33-31     | Estonie Défaite 34-42      | Chine Victoire 23-21                     | Médaille de bronze, Jeux olympiques |
| Martina Batini                                                   | Fleuret individuel  | Kreiss Défaite 10-15      | Éliminée               | Éliminée               | Éliminée                   | Éliminée                                 | Éliminée                            |
| Arianna Errigo                                                   | Fleuret individuel  | El-Sharkawy Victoire 15-2 | Guo Victoire 15-8      | Volpi Défaite 7-15     | Éliminée                   | Éliminée                                 | Éliminée                            |
| Alice Volpi                                                      | Fleuret individuel  | Kondricz Victoire 15-5    | Ebert Victoire 15-13   | Errigo Victoire 15-7   | Deriglazova Défaite 10-15  | Korobeynikova Défaite 14-15              | 4e                                  |
| Martina Batini Arianna Errigo Alice Volpi Erica Cipressa         | Fleuret par équipes | Non disputé               | Non disputé            | Hongrie Victoire 45-32 | France Défaite 43-45       | États-Unis Victoire 45-23                | Médaille de bronze, Jeux olympiques |
| Martina Criscio                                                  | Sabre individuel    | Yoon Défaite 11-15        | Éliminée               | Éliminée               | Éliminée                   | Éliminée                                 | Éliminée                            |
| Rossella Gregorio                                                | Sabre individuel    | Pozdniakova Défaite 12-15 | Éliminée               | Éliminée               | Éliminée                   | Éliminée                                 | Éliminée                            |
| Irene Vecchi                                                     | Sabre individuel    | Lembach Victoire 15-11    | Velikaïa Défaite 12-15 | Éliminée               | Éliminée                   | Éliminée                                 | Éliminée                            |
| Martina Criscio Rossella Gregorio Irene Vecchi Michela Battiston | Sabre par équipes   | Non disputé               | Non disputé            | Chine Victoire 45-41   | France Défaite 39-45       | Corée du Sud Défaite 42-45               | 4e                                  |

### Golf
| Athlète                   | Compétition       | Scores | Scores | Scores | Scores | Total     | Rang |
| Athlète                   | Compétition       | Jour 1 | Jour 2 | Jour 3 | Jour 4 | Total     | Rang |
| ------------------------- | ----------------- | ------ | ------ | ------ | ------ | --------- | ---- |
| Guido Migliozzi           | Épreuve masculine | 71     | 65     | 68     | 72     | 276 (-8)  | T32  |
| Renato Paratore           | Épreuve masculine | 71     | 70     | 67     | 67     | 275 (-9)  | T27  |
| Giulia Molinaro           | Épreuve féminine  | 75     | 71     | 70     | 70     | 286 (+2)  | T46  |
| Lucrezia Colombotto Rosso | Épreuve féminine  | 75     | 74     | 75     | 78     | 302 (+18) | 59e  |

### Gymnastique

#### Artistique
| Athlète         | Compétition      | Qualifications | Qualifications | Qualifications | Qualifications | Qualifications    | Qualifications | Qualifications | Qualifications | Finale   | Finale         | Finale   | Finale   | Finale            | Finale     | Finale  | Finale  |
| Athlète         | Compétition      | Appareil       | Appareil       | Appareil       | Appareil       | Appareil          | Appareil       | Total          | Rang           | Appareil | Appareil       | Appareil | Appareil | Appareil          | Appareil   | Total   | Rang    |
| Athlète         | Compétition      | Sol            | Cheval d'arçon | Anneaux        | Saut           | Barres parallèles | Barre fixe     | Total          | Rang           | Sol      | Cheval d'arçon | Anneaux  | Saut     | Barres parallèles | Barre fixe | Total   | Rang    |
| --------------- | ---------------- | -------------- | -------------- | -------------- | -------------- | ----------------- | -------------- | -------------- | -------------- | -------- | -------------- | -------- | -------- | ----------------- | ---------- | ------- | ------- |
| Ludovico Edalli | Concours général | 13,733         | 13,600         | 13,333         | 13,666         | 13,166            | 13,766         | 81,231         | 38e            | Éliminé  | Éliminé        | Éliminé  | Éliminé  | Éliminé           | Éliminé    | Éliminé | Éliminé |
| Marco Lodadio   | Anneaux          | -              | -              | 14,633         | -              | -                 | -              | 14,633         | 9e             | Éliminé  | Éliminé        | Éliminé  | Éliminé  | Éliminé           | Éliminé    | Éliminé | Éliminé |

| Athlète         | Qualifications | Qualifications      | Qualifications | Qualifications | Qualifications | Qualifications | Finale   | Finale              | Finale   | Finale   | Finale  | Finale |
| Athlète         | Appareil       | Appareil            | Appareil       | Appareil       | Total          | Rang           | Appareil | Appareil            | Appareil | Appareil | Total   | Rang   |
| Athlète         | Saut           | Barres asymétriques | Poutre         | Sol            | Total          | Rang           | Saut     | Barres asymétriques | Poutre   | Sol      | Total   | Rang   |
| --------------- | -------------- | ------------------- | -------------- | -------------- | -------------- | -------------- | -------- | ------------------- | -------- | -------- | ------- | ------ |
| Alice D'Amato   | 14,333         | 14,233              | 12,600         | 13,033         | 54,199         | 20e            | 14,166   | 14,166              | 13,133   | 13,100   | -       | -      |
| Asia D'Amato    | 14,233         | 13,933              | 13,133         | 11,833         | 53,132         | 34e            | 14,266   | 13,900              | 12,900   | 13,166   | -       | -      |
| Vanessa Ferrari | 14,167         | -                   | 12,500         | 14,166         | -              | -              | 14,233   | -                   | -        | 14,100   | -       | -      |
| Martina Maggio  | 14,067         | 13,700              | 13,066         | 12,733         | 53,566         | 27e            | -        | 13,433              | 13,075   | -        | -       | -      |
| Total           | 42,733         | 41,866              | 38,799         | 39,932         | 163,330        | 7e             | 42,665   | 41,499              | 39,108   | 40,366   | 163,638 | 4e     |

| Athlète         | Compétition      | Qualifications                             | Qualifications                             | Qualifications                             | Qualifications                             | Qualifications                             | Qualifications                             | Finale   | Finale              | Finale   | Finale   | Finale   | Finale                             |
| Athlète         | Compétition      | Appareil                                   | Appareil                                   | Appareil                                   | Appareil                                   | Total                                      | Rang                                       | Appareil | Appareil            | Appareil | Appareil | Total    | Rang                               |
| Athlète         | Compétition      | Saut                                       | Barres asymétriques                        | Poutre                                     | Sol                                        | Total                                      | Rang                                       | Saut     | Barres asymétriques | Poutre   | Sol      | Total    | Rang                               |
| --------------- | ---------------- | ------------------------------------------ | ------------------------------------------ | ------------------------------------------ | ------------------------------------------ | ------------------------------------------ | ------------------------------------------ | -------- | ------------------- | -------- | -------- | -------- | ---------------------------------- |
| Alice D'Amato   | Concours général | voir les résultats du concours par équipes | voir les résultats du concours par équipes | voir les résultats du concours par équipes | voir les résultats du concours par équipes | voir les résultats du concours par équipes | voir les résultats du concours par équipes | 14,300   | 13,000              | 11,633   | 12,966   | 51,899   | 20e                                |
| Martina Maggio  | Concours général | voir les résultats du concours par équipes | voir les résultats du concours par équipes | voir les résultats du concours par équipes | voir les résultats du concours par équipes | voir les résultats du concours par équipes | voir les résultats du concours par équipes | 14,033   | 12,466              | 13,066   | 13,000   | 52,565   | 19e                                |
| Lara Mori       | Poutre           | -                                          | -                                          | 12,133                                     | -                                          | 12,133                                     | 62e                                        | Éliminée | Éliminée            | Éliminée | Éliminée | Éliminée | Éliminée                           |
| Lara Mori       | Sol              | -                                          | -                                          | -                                          | 13,400                                     | 13,400                                     | 19e                                        | Éliminée | Éliminée            | Éliminée | Éliminée | Éliminée | Éliminée                           |
| Vanessa Ferrari | Sol              | -                                          | -                                          | -                                          | 14,166                                     | 14,166                                     | 1re                                        | -        | -                   | -        | 14,200   | 14,200   | Médaille d'argent, Jeux olympiques |

#### Rythmique
| Athlète                  | Qualification | Qualification | Qualification | Qualification | Qualification | Qualification | Finale   | Finale   | Finale   | Finale   | Finale   | Finale   |
| Athlète                  |               |               |               |               | Total         | Rang          |          |          |          |          | Total    | Rang     |
| ------------------------ | ------------- | ------------- | ------------- | ------------- | ------------- | ------------- | -------- | -------- | -------- | -------- | -------- | -------- |
| Alexandra Agiurgiuculese | 22,050        | 25,600        | 24,150        | 19,250        | 91,050        | 15e           | Éliminée | Éliminée | Éliminée | Éliminée | Éliminée | Éliminée |
| Milena Baldassarri       | 24,550        | 25,700        | 25,650        | 20,150        | 96,050        | 6e            | 25,100   | 25,625   | 26,300   | 22,400   | 99,625   | 6e       |

| Athlète                                                                                | Qualification | Qualification | Qualification | Qualification | Finale | Finale | Finale | Finale                              |
| Athlète                                                                                | 5             | 4 + 3         | Total         | Rang          | 5      | 4 + 3  | Total  | Rang                                |
| -------------------------------------------------------------------------------------- | ------------- | ------------- | ------------- | ------------- | ------ | ------ | ------ | ----------------------------------- |
| Alessia Maurelli Martina Centofanti Martina Santandrea Agnese Duranti Daniela Mogurean | 44,600        | 42,550        | 87,150        | 3e            | 44,850 | 42,850 | 87,700 | Médaille de bronze, Jeux olympiques |

### Haltérophilie
| Athlète               | Compétition           | Arraché  | Arraché | Épaulé-jeté | Épaulé-jeté | Total  | Rang                                |
| Athlète               | Compétition           | Résultat | Rang    | Résultat    | Rang        | Total  | Rang                                |
| --------------------- | --------------------- | -------- | ------- | ----------- | ----------- | ------ | ----------------------------------- |
| Davide Ruiu           | Moins de 61 kg hommes | 127 kg   | 7e      | 159 kg      | 4e          | 286 kg | 6e                                  |
| Mirko Zanni           | Moins de 67 kg hommes | 145 kg   | 4e      | 177 kg      | 3e          | 322 kg | Médaille de bronze, Jeux olympiques |
| Antonino Pizzolato    | Moins de 81 kg hommes | 165 kg   | 2e      | 200 kg      | 3e          | 365 kg | Médaille de bronze, Jeux olympiques |
| Maria Grazia Alemanno | Moins de 59 kg femmes | 85 kg    | 11e     | 100 kg      | 11e         | 185 kg | 11e                                 |
| Giorgia Bordignon     | Moins de 64 kg femmes | 104 kg   | 2e      | 128 kg      | 2e          | 232 kg | Médaille d'argent, Jeux olympiques  |

### Judo
| Athlète                                                                                          | Compétition           | 1er tour                     | 2e tour                    | Quart de finale             | Demi-finale             | Repêchage                   | Finale / MB             | Rang                                |
| Athlète                                                                                          | Compétition           | Adversaire Résultat          | Adversaire Résultat        | Adversaire Résultat         | Adversaire Résultat     | Adversaire Résultat         | Adversaire Résultat     | Rang                                |
| ------------------------------------------------------------------------------------------------ | --------------------- | ---------------------------- | -------------------------- | --------------------------- | ----------------------- | --------------------------- | ----------------------- | ----------------------------------- |
| Manuel Lombardo                                                                                  | Moins de 66 kg hommes | Exempté                      | Serikzhanov Victoire 11-00 | Cargnin Défaite 00-01       | Non qualifié            | Baskhüü (en) Victoire 10-00 | An B. Défaite 00-10     | 5e                                  |
| Fabio Basile                                                                                     | Moins de 73 kg hommes | An C. Défaite 00-01          | Éliminé                    | Éliminé                     | Éliminé                 | Éliminé                     | Éliminé                 | Éliminé                             |
| Christian Parlati                                                                                | Moins de 81 kg hommes | Abdelaal Victoire 01-00      | Nagase Défaite 00-01       | Éliminé                     | Éliminé                 | Éliminé                     | Éliminé                 | Éliminé                             |
| Nicholas Mungai                                                                                  | Moins de 90 kg hommes | Bobonov Défaite              | Éliminé                    | Éliminé                     | Éliminé                 | Éliminé                     | Éliminé                 | Éliminé                             |
| Francesca Milani                                                                                 | Moins de 48 kg femmes | Lin Défaite 01-10            | Éliminée                   | Éliminée                    | Éliminée                | Éliminée                    | Éliminée                | Éliminée                            |
| Odette Giuffrida                                                                                 | Moins de 52 kg femmes | Exemptée                     | Chițu Victoire 10-00       | Van Snick Victoire 01-00    | Abe Défaite 00-01       | -                           | Pupp Victoire 10-00     | Médaille de bronze, Jeux olympiques |
| Maria Centracchio                                                                                | Moins de 63 kg femmes | Nomenjanahary Victoire 01-00 | Özbas Victoire 01-00       | Ozdoba-Błach Victoire 01-00 | Trstenjak Défaite 00-01 | -                           | Franssen Victoire 01-00 | Médaille de bronze, Jeux olympiques |
| Alice Bellandi                                                                                   | Moins de 70 kg femmes | Niang Victoire 01-00         | Bernholm Victoire 01-00    | van Dijke Défaite 01-11     | Non qualifiée           | Matić Défaite 00-10         | Éliminée                | 7e                                  |
| Fabio Basile Nicholas Mungai Christian Parlati Alice Bellandi Maria Centracchio Odette Giuffrida | Par équipes           | Non disputé                  | Non disputé                | Israël Défaite 3-4          | Éliminés                | Éliminés                    | Éliminés                | Éliminés                            |

### Karaté
| Athlète          | Compétition           | Tour de qualification | Tour de qualification  | Tour de qualification | Tour de qualification | Tour de qualification | Demi-finale         | Finale              | Rang                           |
| Athlète          | Compétition           | Match 1               | Match 2                | Match 3               | Match 4               | Place                 | Demi-finale         | Finale              | Rang                           |
| Athlète          | Compétition           | Adversaire Résultat   | Adversaire Résultat    | Adversaire Résultat   | Adversaire Résultat   | Place                 | Adversaire Résultat | Adversaire Résultat | Rang                           |
| ---------------- | --------------------- | --------------------- | ---------------------- | --------------------- | --------------------- | --------------------- | ------------------- | ------------------- | ------------------------------ |
| Angelo Crescenzo | Moins de 67 kg hommes | Madera Défaite 0-5    | Forfait                | Forfait               | Forfait               | Forfait               | Éliminé             | Éliminé             | Éliminé                        |
| Luigi Busà       | Moins de 75 kg hommes | Yahiro Victoire 5-0   | Azhikanov Défaite 0-2  | Bitsch Victoire 2-2   | Ağayev Victoire 3-1   | 1er                   | Horuna Victoire 3-0 | Ağayev Victoire 1-0 | Médaille d'or, Jeux olympiques |
| Silvia Semeraro  | Plus de 61 kg femmes  | Uekusa Victoire 4-3   | Berultseva Défaite 1-5 | Zaretska Défaite 2-3  | Hocaoğlu Victoire 9-4 | 3e                    | Éliminée            | Éliminée            | 5e                             |

| Athlète         | Compétition | Tour de qualification | Tour de qualification | Tour de qualification | Tour de qualification | Phase de classement | Phase de classement | Finale / MB           | Rang                                |
| Athlète         | Compétition | 1er kata              | 2e kata               | Moyenne kata          | Place                 | 3e kata             | Place               | Adversaire Résultat   | Rang                                |
| --------------- | ----------- | --------------------- | --------------------- | --------------------- | --------------------- | ------------------- | ------------------- | --------------------- | ----------------------------------- |
| Mattia Busato   | Kata hommes | 25,08                 | 25,92                 | 25,50                 | 4e                    | Éliminé             | Éliminé             | Éliminé               | 7e                                  |
| Viviana Bottaro | Kata femmes | 25,54                 | 25,60                 | 25,57                 | 2e                    | 26,46               | 2e                  | Kokumai 25,40 à 26,48 | Médaille de bronze, Jeux olympiques |

### Lutte
| Athlète         | Compétition  | Huitièmes de finale     | Quarts de finale      | Demi-finale                | Repêchage           | Finale 3e place Classement | Rang                                |
| Athlète         | Compétition  | Adversaire Résultat     | Adversaire Résultat   | Adversaire Résultat        | Adversaire Résultat | Adversaire Résultat        | Rang                                |
| --------------- | ------------ | ----------------------- | --------------------- | -------------------------- | ------------------- | -------------------------- | ----------------------------------- |
| Frank Chamizo   | 74 kg hommes | Kentchadze Victoire 5-1 | Bayramov Victoire 3-1 | Kadzimahamedau Défaite 7-9 | -                   | Dake Défaite 5-0           | 5e                                  |
| Abraham Conyedo | 97 kg hommes | Saritov Victoire 6-1    | Snyder Défaite 0-6    | Non qualifiée              | Steen Victoire 4-2  | Karadeniz Victoire 6-2     | Médaille de bronze, Jeux olympiques |

### Natation
| Athlète                                                                        | Épreuve              | Série          | Série       | Demi-finale   | Demi-finale | Finale           | Finale                              |
| Athlète                                                                        | Épreuve              | Temps          | Rang        | Temps         | Rang        | Temps            | Rang                                |
| ------------------------------------------------------------------------------ | -------------------- | -------------- | ----------- | ------------- | ----------- | ---------------- | ----------------------------------- |
| Domenico Acerenza                                                              | 1 500 m nage libre   | 14 min 53 s 84 | 9e          | Non disputé   | Non disputé | Éliminé          | Éliminé                             |
| Stefano Ballo                                                                  | 200 m nage libre     | 1 min 45 s 80  | 7e          | 1 min 45 s 84 | 10e         | Éliminé          | Éliminé                             |
| Stefano Di Cola                                                                | 200 m nage libre     | 1 min 46 s 67  | 16e         | 1 min 47 s 19 | 14e         | Éliminé          | Éliminé                             |
| Federico Burdisso                                                              | 100 m papillon       | 51 s 82        | 17e         | Éliminé       | Éliminé     | Éliminé          | Éliminé                             |
| Federico Burdisso                                                              | 200 m papillon       | 1 min 55 s 14  | 7e          | 1 min 55 s 11 | 4e          | 1 min 54 s 45    | Médaille de bronze, Jeux olympiques |
| Giacomo Carini                                                                 | 200 m papillon       | 1 min 55 s 33  | 10e         | 1 min 55 s 95 | 15e         | Éliminé          | Éliminé                             |
| Alessandro Miressi                                                             | 100 m nage libre     | 47 s 83        | 4e          | 47 s 52       | 3e          | 47 s 86          | 6e                                  |
| Thomas Ceccon                                                                  | 100 m nage libre     | 47 s 71        | 1er         | 48 s 5        | 12e         | Éliminé          | Éliminé                             |
| Thomas Ceccon                                                                  | 100 m dos            | 52 s 49        | 2e          | 52 s 78       | 4e          | 52 s 30          | 4e                                  |
| Simone Sabbioni                                                                | 100 m dos            | 53 s 79        | 17e         | Éliminé       | Éliminé     | Éliminé          | Éliminé                             |
| Matteo Restivo                                                                 | 200 m dos            | 1 min 58 s 36  | 20e         | Éliminé       | Éliminé     | Éliminé          | Éliminé                             |
| Lorenzo Zazzeri                                                                | 50 m nage libre      | 21 s 86        | 9e          | 21 s 75       | 7e          | 21 s 78          | 7e                                  |
| Santo Condorelli                                                               | 50 m nage libre      | 22 s 14        | 19e         | Éliminé       | Éliminé     | Éliminé          | Éliminé                             |
| Santo Condorelli                                                               | 100 m papillon       | 52 s 32        | 31e         | Éliminé       | Éliminé     | Éliminé          | Éliminé                             |
| Marco De Tullio                                                                | 400 m nage libre     | 3 min 45 s 85  | 10e         | Non disputé   | Non disputé | Éliminé          | Éliminé                             |
| Gabriele Detti                                                                 | 400 m nage libre     | 3 min 44 s 67  | 3e          | Non disputé   | Non disputé | 3 min 44 s 88    | 6e                                  |
| Gabriele Detti                                                                 | 800 m nage libre     | 7 min 49 s 47  | 12e         | Non disputé   | Non disputé | Éliminé          | Éliminé                             |
| Nicolò Martinenghi                                                             | 100 m brasse         | 58 s 68        | 4e          | 58 s 28       | 3e          | 58 s 33          | Médaille de bronze, Jeux olympiques |
| Federico Poggio                                                                | 100 m brasse         | 59 s 33        | 9e          | 59 s 91       | 15e         | Éliminé          | Éliminé                             |
| Alberto Razzetti                                                               | 200 m 4 nages        | 1 min 57 s 46  | 8e          | 1 min 57 s 70 | 9e          | Éliminé          | Éliminé                             |
| Alberto Razzetti                                                               | 400 m 4 nages        | 4 min 9 s 91   | 5e          | Non disputé   | Non disputé | 4 min 11 s 32    | 8e                                  |
| Pier Andrea Matteazzi                                                          | 400 m 4 nages        | 4 min 16 s 31  | 19e         | Non disputé   | Non disputé | Éliminé          | Éliminé                             |
| Gregorio Paltrinieri                                                           | 800 m nage libre     | 7 min 47 s 73  | 8e          | Non disputé   | Non disputé | 7 min 42 s 11    | Médaille d'argent, Jeux olympiques  |
| Gregorio Paltrinieri                                                           | 1 500 m nage libre   | 14 min 49 s 17 | 4e          | Non disputé   | Non disputé | 14 min 45 s 1    | 4e                                  |
| Gregorio Paltrinieri                                                           | 10 km en eau libre   | Non disputé    | Non disputé | Non disputé   | Non disputé | 1 h 49 min 1 s 1 | Médaille de bronze, Jeux olympiques |
| Mario Sanzullo                                                                 | 10 km en eau libre   | Non disputé    | Non disputé | Non disputé   | Non disputé | 1 h 53 min 8 s 6 | 14e                                 |
| Thomas Ceccon Manuel Frigo Alessandro Miressi Lorenzo Zazzeri Santo Condorelli | 4 × 100 m nage libre | 3 min 10 s 29  | 1er         | Non disputé   | Non disputé | 3 min 10 s 11 NR | Médaille d'argent, Jeux olympiques  |
| Stefano Ballo Matteo Ciampi Stefano Di Cola Filippo Megli Marco De Tullio      | 4 × 200 m nage libre | 7 min 5 s 5    | 3e          | Non disputé   | Non disputé | 7 min 3 s 24     | 5e                                  |
| Federico Burdisso Thomas Ceccon Nicolò Martinenghi Alessandro Miressi          | 4 × 100 m 4 nages    | 3 min 30 s 2   | 1er         | Non disputé   | Non disputé | 3 min 29 s 17    | Médaille de bronze, Jeux olympiques |

| Ilaria Bianchi                                                                             | 100 m papillon       | 57 s 70          | 12e           | 58 s 7        | 15e         | Éliminée         | Éliminée                            |           |           |
| Martina Caramignoli                                                                        | 800 m nage libre     | 8 min 33 s 15    | 20e           | Non disputé   | Non disputé | Éliminée         | Éliminée                            |           |           |
| Martina Caramignoli                                                                        | 1 500 m nage libre   | 16 min 2 s 43    | 13e           | Non disputé   | Non disputé | Éliminée         | Éliminée                            |           |           |
| Martina Carraro                                                                            | 100 m brasse         | 1 min 5 s 85     | 5e            | 1 min 6 s 50  | 7e          | 1 min 6 s 19     | 7e                                  |           |           |
| Martina Carraro                                                                            | 200 m brasse         | 2 min 26 s 17    | 21e           | Éliminée      | Éliminée    | Éliminée         | Éliminée                            |           |           |
| Sara Franceschi                                                                            | 200 m 4 nages        | 2 min 11 s 47    | 14e           | 2 min 11 s 71 | 13e         | Éliminée         | Éliminée                            |           |           |
| Sara Franceschi                                                                            | 400 m 4 nages        | 4 min 39 s 93    | 9e            | Non disputé   | Non disputé | Éliminée         | Éliminée                            |           |           |
| Margherita Panziera                                                                        | 100 m dos            | 59 s 74          | 8e            | 59 s 75       | 11e         | Éliminée         | Éliminée                            |           |           |
| Margherita Panziera                                                                        | 200 m dos            | 2 min 10 s 26    | 12e           | 2 min 9 s 54  | 9e          | Éliminée         | Éliminée                            |           |           |
| Federica Pellegrini                                                                        | 100 m nage libre     | Forfait          | Forfait       | Éliminée      | Éliminée    | Éliminée         | Éliminée                            |           |           |
| Federica Pellegrini                                                                        | 200 m nage libre     | 1 min 57 s 33    | 15e           | 1 min 56 s 44 | 7e          | 1 min 55 s 91    | 7e                                  |           |           |
| Benedetta Pilato                                                                           | 100 m brasse         | Disqualifiée     | Disqualifiée  | Éliminée      | Éliminée    | Éliminée         | Éliminée                            |           |           |
| Simona Quadarella                                                                          | 800 m nage libre     | 8 min 17 s 32    | 3e            | Non disputé   | Non disputé | 8 min 18 s 35    | Médaille de bronze, Jeux olympiques |           |           |
| Simona Quadarella                                                                          | 1 500 m nage libre   | 15 min 47 s 34   | 4e            | Non disputé   | Non disputé | 15 min 53 s 97   | 5e                                  |           |           |
| Anna Chiara Mascolo Federica Pellegrini Stefania Pirozzi Giulia Vetrano                    | 4 × 200 m nage libre | Disqualifiées    | Disqualifiées | Non disputé   | Non disputé | Éliminées        | Éliminées                           | Éliminées | Éliminées |
| Martina Carraro Elena Di Liddo Margherita Panziera Federica Pellegrini Arianna Castiglioni | 4 × 100 m 4 nages    | 3 min 55 s 79 NR | 4e            | Non disputé   | Non disputé | 3 min 56 s 68    | 6e                                  |           |           |
| Rachele Bruni                                                                              | 10 km en eau libre   | Non disputé      | Non disputé   | Non disputé   | Non disputé | 2 h 2 min 10 s 2 | 14e                                 |           |           |

| Athlète                                                                             | Épreuve           | Série         | Série | Demi-finale | Demi-finale | Finale        | Finale |
| Athlète                                                                             | Épreuve           | Temps         | Rang  | Temps       | Rang        | Temps         | Rang   |
| ----------------------------------------------------------------------------------- | ----------------- | ------------- | ----- | ----------- | ----------- | ------------- | ------ |
| Thomas Ceccon Elena Di Liddo Nicolò Martinenghi Federica Pellegrini Simone Sabbioni | 4 × 100 m 4 nages | 3 min 42 s 65 | 5e    | Non disputé | Non disputé | 3 min 39 s 28 | 4e     |

### Natation synchronisée
| Athlètes | Compétition | Qualifications      | Qualifications  | Qualifications | Qualifications | Finale          | Finale                    | Finale          |
| Athlètes | Compétition | Programme technique | Programme libre | Total          | Rang           | Programme libre | Programme libre           | Programme libre |
| Athlètes | Compétition | Points              | Points          | Total          | Rang           | Points          | Total (technique + libre) | Rang            |
| --- | ----------- | ------------------- | --------------- | -------------- | -------------- | --------------- | ------------------------- | --------------- |
| Linda Cerruti Costanza Ferro | Duo         | 91,1035             | 91,2000         | 182,3035       | 6e             | 92,4667         | 183,5702                  | 6e              |
| Beatrice Callegari Domiziana Cavanna Linda Cerruti Francesca Deidda Costanza Di Camillo Costanza Ferro Gemma Galli Enrica Piccoli | Ballet      | 91,3372             | Non disputé     | Non disputé    | 6e             | 92,8000         | 184,1372                  | 5e              |

### Pentathlon moderne
| Athlète       | Compétition           | Escrime (épée, une touche) | Escrime (épée, une touche) | Natation (200 m nage libre) | Natation (200 m nage libre) | Natation (200 m nage libre) | Équitation (saut d'obstacles) | Équitation (saut d'obstacles) | Équitation (saut d'obstacles) | Combiné course/tir (3 200 m / pistolet à 10 m) | Combiné course/tir (3 200 m / pistolet à 10 m) | Combiné course/tir (3 200 m / pistolet à 10 m) | Total | Rang |
| Athlète       | Compétition           | Rang                       | Points                     | Temps                       | Rang                        | Points                      | Pénalités                     | Rang                          | Points                        | Temps                                          | Rang                                           | Points                                         | Total | Rang |
| ------------- | --------------------- | -------------------------- | -------------------------- | --------------------------- | --------------------------- | --------------------------- | ----------------------------- | ----------------------------- | ----------------------------- | ---------------------------------------------- | ---------------------------------------------- | ---------------------------------------------- | ----- | ---- |
| Elena Micheli | Compétition masculine | 15e                        | 208                        | 2 min 9 s 22                | 6e                          | 292                         | EL                            | 31e                           | 0                             | 12 min 31 s 91                                 | 15e                                            | 549                                            | 1 049 | 33e  |
| Alice Sotero  | Compétition féminine  | 30e                        | 227                        | 2 min 7 s 88                | 5e                          | 295                         | 15                            | 20e                           | 285                           | 12 min 24 s 38                                 | 13e                                            | 556                                            | 1 363 | 4e   |

### Plongeon
| Athlète                          | Compétition                            | Éliminatoires | Éliminatoires | Demi-finale | Demi-finale | Finale   | Finale   |
| Athlète                          | Compétition                            | Points        | Rang          | Points      | Rang        | Points   | Rang     |
| -------------------------------- | -------------------------------------- | ------------- | ------------- | ----------- | ----------- | -------- | -------- |
| Lorenzo Marsaglia                | Tremplin à 3 mètres hommes             | 369,60        | 20e           | Éliminé     | Éliminé     | Éliminé  | Éliminé  |
| Lorenzo Marsaglia Giovanni Tocci | Tremplin à 3 mètres synchronisé hommes | Non disputé   | Non disputé   | Non disputé | Non disputé | 388,05   | 6e       |
| Noemi Batki                      | Haut-vol à 10 mètres femmes            | 226,95        | 27e           | Éliminée    | Éliminée    | Éliminée | Éliminée |
| Sarah Jodoin Di Maria            | Haut-vol à 10 mètres femmes            | 291,05        | 15e           | 294,00      | 14e         | Éliminée | Éliminée |
| Elena Bertocchi Chiara Pellacani | Tremplin à 3 mètres synchronisé femmes | Non disputé   | Non disputé   | Non disputé | Non disputé | 267,48   | 7e       |

### Skateboard
| Athlète            | Compétition | Rounds | Rounds | Finale  | Finale  |
| Athlète            | Compétition | Points | Rang   | Points  | Rang    |
| ------------------ | ----------- | ------ | ------ | ------- | ------- |
| Ivan Federico      | Hommes      | 46,90  | 18e    | Éliminé | Éliminé |
| Alessandro Mazzara | Hommes      | 65,25  | 12e    | Éliminé | Éliminé |

| Athlète    | Compétition | Rounds | Rounds | Finale   | Finale   |
| Athlète    | Compétition | Points | Rang   | Points   | Rang     |
| ---------- | ----------- | ------ | ------ | -------- | -------- |
| Asia Lanzi | Femmes      | 6,13   | 14e    | Éliminée | Éliminée |

### Softball
| Tour préliminaire      | Tour préliminaire     | Tour préliminaire   | Tour préliminaire   | Tour préliminaire   | Tour préliminaire | Finale / 3e place   | Finale / 3e place |
| Adversaire Résultat    | Adversaire Résultat   | Adversaire Résultat | Adversaire Résultat | Adversaire Résultat | Rang              | Adversaire Résultat | Rang              |
| ---------------------- | --------------------- | ------------------- | ------------------- | ------------------- | ----------------- | ------------------- | ----------------- |
| États-Unis Défaite 0-2 | Australie Défaite 0-1 | Japon Défaite 0-5   | Mexique Défaite 0-5 | Canada Défaite 1-8  | 6e                | Éliminées           | Éliminées         |

### Surf
| Athlète             | Compétition | Round 1  | Round 1 | Round 2  | Round 2 | Round 3                      | Quart de finale | Demi-finale | Finale / 3e place | Finale / 3e place |
| Athlète             | Compétition | Résultat | Rang    | Résultat | Rang    | Résultat                     | Résultat        | Résultat    | Résultat          | Classement        |
| ------------------- | ----------- | -------- | ------- | -------- | ------- | ---------------------------- | --------------- | ----------- | ----------------- | ----------------- |
| Leonardo Fioravanti | Hommes      | 9,43     | 3e      | 12,53    | 1er     | Mesinas Défaite 8,86 à 10,77 | Éliminé         | Éliminé     | Éliminé           | Éliminé           |

### Taekwondo
| Athlète          | Compétition           | Huitièmes de finale  | Quarts de finale            | Demi-finale           | Repêchage           | Finale / MB             | Rang                           |
| Athlète          | Compétition           | Adversaire Résultat  | Adversaire Résultat         | Adversaire Résultat   | Adversaire Résultat | Adversaire Résultat     | Rang                           |
| ---------------- | --------------------- | -------------------- | --------------------------- | --------------------- | ------------------- | ----------------------- | ------------------------------ |
| Vito Dell'Aquila | Moins de 58 kg hommes | Salim Victoire 26-13 | Sawekwiharee Victoire 37-17 | Guzmán Victoire 29-10 | -                   | Jendoubi Victoire 16-12 | Médaille d'or, Jeux olympiques |
| Simone Alessio   | Moins de 80 kg hommes | Soares Victoire 22-3 | Eissa Défaite 5-6           | Éliminé               | Éliminé             | Éliminé                 | Éliminé                        |

### Tennis
| Athlète                        | Épreuve          | 1/32e de finale                 | 1/16e de finale                             | 1/8e de finale                              | Quarts de finale           | Demi-finale         | Finale / MB         | Rang      |
| Athlète                        | Épreuve          | Adversaire Résultat             | Adversaire Résultat                         | Adversaire Résultat                         | Adversaire Résultat        | Adversaire Résultat | Adversaire Résultat | Rang      |
| ------------------------------ | ---------------- | ------------------------------- | ------------------------------------------- | ------------------------------------------- | -------------------------- | ------------------- | ------------------- | --------- |
| Fabio Fognini                  | Simple messieurs | Sugita Victoire 6-4, 6-3        | Gerasimov Victoire 6-4, 7-64                | Medvedev Défaite 2-6, 6-3, 2-6              | Éliminé                    | Éliminé             | Éliminé             | Éliminé   |
| Lorenzo Sonego                 | Simple messieurs | Daniel Victoire 4-6, 7-66, 7-63 | Basilashvili Défaite 4-6, 6-3, 4-6          | Éliminé                                     | Éliminé                    | Éliminé             | Éliminé             | Éliminé   |
| Lorenzo Musetti                | Simple messieurs | Millman Défaite 3-6, 4-6        | Éliminé                                     | Éliminé                                     | Éliminé                    | Éliminé             | Éliminé             | Éliminé   |
| Lorenzo Musetti Lorenzo Sonego | Double messieurs | Non dipsuté                     | Andújar / Carballés Baena Victoire 7-5, 6-4 | Mektić / Pavić Défaite 5-7, 7-65, 7-10      | Éliminés                   | Éliminés            | Éliminés            | Éliminés  |
| Camila Giorgi                  | Simple dames     | Brady Victoire 6-3, 6-2         | Vesnina Victoire 6-3, 6-1                   | Plíšková Victoire 6-4, 6-2                  | Svitolina Défaite 4-6, 4-6 | Éliminée            | Éliminée            | Éliminée  |
| Jasmine Paolini                | Simple dames     | Kvitová Défaite 3-6, 4-6        | Éliminée                                    | Éliminée                                    | Éliminée                   | Éliminée            | Éliminée            | Éliminée  |
| Sara Errani                    | Simple dames     | Pavlyuchenkova Défaite 0-6, 1-6 | Éliminée                                    | Éliminée                                    | Éliminée                   | Éliminée            | Éliminée            | Éliminée  |
| Sara Errani Jasmine Paolini    | Double dames     | Non dipsuté                     | Melichar / Riske Victoire 6-3, 5-7, 10-2    | N. Kichenok / L. Kichenok Défaite 6-74, 2-6 | Éliminées                  | Éliminées           | Éliminées           | Éliminées |

### Tennis de table
| Athlète(s)       | Compétition  | Tour préliminaire | 1er tour         | 2e tour          | 3e tour          | 4e tour          | Quarts de finale | Demi-finale      | Finale / MB      | Rang     |
| Athlète(s)       | Compétition  | Adversaire Score  | Adversaire Score | Adversaire Score | Adversaire Score | Adversaire Score | Adversaire Score | Adversaire Score | Adversaire Score | Rang     |
| ---------------- | ------------ | ----------------- | ---------------- | ---------------- | ---------------- | ---------------- | ---------------- | ---------------- | ---------------- | -------- |
| Debora Vivarelli | Simple dames | Exemptée          | Lay Défaite 1-4  | Éliminée         | Éliminée         | Éliminée         | Éliminée         | Éliminée         | Éliminée         | Éliminée |

### Tir
| Athlète           | Compétition                  | Qualification | Qualification | Finale  | Finale  |
| Athlète           | Compétition                  | Points        | Rang          | Points  | Rang    |
| ----------------- | ---------------------------- | ------------- | ------------- | ------- | ------- |
| Paolo Monna       | Pistolet à air comprimé 10 m | 570           | 26e           | Éliminé | Éliminé |
| Tommaso Chelli    | Pistolet à 25 m tir rapide,  | 577           | 14e           | Éliminé | Éliminé |
| Riccardo Mazzetti | Pistolet à 25 m tir rapide,  | 572           | 16e           | Éliminé | Éliminé |
| Marco Suppini     | Carabine à air comprimé 10 m | 622,1         | 35e           | Éliminé | Éliminé |
| Lorenzo Bacci     | Carabine à air comprimé 10 m | 622,2         | 34e           | Éliminé | Éliminé |
| Lorenzo Bacci     | Carabine à 50 m 3 positions  | 1 159         | 30e           | Éliminé | Éliminé |
| Marco De Nicolo   | Carabine à 50 m 3 positions  | 1 168         | 19e           | Éliminé | Éliminé |
| Mauro de Filippis | Trap,                        | 122           | 10e           | Éliminé | Éliminé |
| Tammaro Cassandro | Skeet,                       | 124           | 2e            | 16      | 6e      |
| Gabriele Rossetti | Skeet,                       | 121           | 10e           | Éliminé | Éliminé |

| Athlète          | Compétition                  | Qualification | Qualification | Finale   | Finale                             |
| Athlète          | Compétition                  | Points        | Rang          | Points   | Rang                               |
| ---------------- | ---------------------------- | ------------- | ------------- | -------- | ---------------------------------- |
| Sofia Ceccarello | Carabine à air comprimé 10 m | 627,3         | 10e           | Éliminée | Éliminée                           |
| Sofia Ceccarello | Carabine à 50 m 3 positions  | 1 163         | 21e           | Éliminée | Éliminée                           |
| Jessica Rossi    | Trap,                        | 119           | 8e            | Éliminée | Éliminée                           |
| Silvana Stanco   | Trap,                        | 121           | 3e            | 22       | 5e                                 |
| Diana Bacosi     | Skeet,                       | 123           | 2e            | 55       | Médaille d'argent, Jeux olympiques |
| Chiara Cainero   | Skeet,                       | 114           | 20e           | Éliminée | Éliminée                           |

| Athlète                         | Compétition                   | Qualification 1 | Qualification 1 | Qualification 2 | Qualification 2 | Finale / 3e place   | Finale / 3e place |
| Athlète                         | Compétition                   | Points          | Rang            | Points          | Rang            | Adversaire Résultat | Rang              |
| ------------------------------- | ----------------------------- | --------------- | --------------- | --------------- | --------------- | ------------------- | ----------------- |
| Marco Suppini Sofia Ceccarello  | Carabine à air comprimé 10 m, | 622,1           | 24e             | Éliminés        | Éliminés        | Éliminés            | Éliminés          |
| Mauro De Filippis Jessica Rossi | Trap                          | 141             | 12e             | Non disputé     | Non disputé     | Éliminés            | Éliminés          |

### Tir à l'arc
| Athlète                                         | Compétition         | Tour préliminaire | Tour préliminaire | 1er tour               | 2e tour                 | 3e tour                      | Quarts de finale         | Demi-finale         | Finale / 3e place  | Rang                                |
| Athlète                                         | Compétition         | Score             | Rang              | Adversaire Score       | Adversaire Score        | Adversaire Score             | Adversaire Score         | Adversaire Score    | Adversaire Score   | Rang                                |
| ----------------------------------------------- | ------------------- | ----------------- | ----------------- | ---------------------- | ----------------------- | ---------------------------- | ------------------------ | ------------------- | ------------------ | ----------------------------------- |
| Mauro Nespoli                                   | Individuel hommes,  | 658               | 24e               | Ravnikar Victoire 6-0  | Gankin Victoire 6-2     | D'Almeida Victoire 6-0       | Kahllund Victoire 6-4    | Tang Victoire 6-2   | Gazoz Défaite 4-6  | Médaille d'argent, Jeux olympiques  |
| Tatiana Andreoli                                | Individuel femmes,  | 627               | 52e               | Barbelin Défaite 2-6   | Éliminée                | Éliminée                     | Éliminée                 | Éliminée            | Éliminée           | Éliminée                            |
| Lucilla Boari                                   | Individuel femmes,  | 651               | 23e               | Zyzańska Victoire 6-0  | Rebagliati Victoire 6-4 | Marusava Victoire 6-5        | Wu Victoire 6-2          | Osipova Défaite 0-6 | Brown Victoire 7-1 | Médaille de bronze, Jeux olympiques |
| Chiara Rebagliati                               | Individuel femmes,  | 658               | 10e               | Bjerendal Victoire 6-2 | Boari Défaite 4-6       | Éliminée                     | Éliminée                 | Éliminée            | Éliminée           | Éliminée                            |
| Tatiana Andreoli Lucilla Boari Chiara Rebagliat | Par équipes femmes, | 1 936             | 8e                | Non disputé            | Non disputé             | Grande-Bretagne Victoire 5-3 | Corée du Sud Défaite 0-6 | Éliminées           | Éliminées          | Éliminées                           |
| Mauro Nespoli Chiara Rebagliati                 | Par équipe mixte,   | 1 316             | 11e               | Non disputé            | Non disputé             | Pays-Bas Défaite 0-6         | Éliminés                 | Éliminés            | Éliminés           | Éliminés                            |

### Triathlon
| Athlète            | Compétition | Natation (1,5 km) | Transition 1 | Vélo (40 km)   | Transition 2 | Course (10 km) | Temps           | Résultat |
| ------------------ | ----------- | ----------------- | ------------ | -------------- | ------------ | -------------- | --------------- | -------- |
| Gianluca Pozzatti  | Hommes      | 18 min            | 43 s         | 56 min 24 s    | 36 s         | 33 min 31 s    | 1 h 49 min 14 s | 37e      |
| Delian Stateff     | Hommes      | 17 min 54 s       | 42 s         | 56 min 31 s    | 29 s         | 34 min 24 s    | 1 h 50          | 39e      |
| Alice Betto        | Femmes      | 19 min 14 s       | 42 s         | 1 h 3 min 11 s | 33 s         | 34 min 42 s    | 1 h 58 min 22 s | 7e       |
| Angelica Olmo      | Femmes      | 20 min 15 s       | 45 s         | 1 h 6 min 1 s  | 36 s         | Abandon        | Abandon         | Abandon  |
| Verena Steinhauser | Femmes      | 19 min 42 s       | 44 s         | 1 h 4 min 52 s | 33 s         | 35 min 56 s    | 2 h 1 min 47 s  | 20e      |

| Athlète            | Natation (250 m) | Transition 1 | Vélo (7 km) | Transition 2 | Course (1,5 km) | Temps           | Résultat |
| ------------------ | ---------------- | ------------ | ----------- | ------------ | --------------- | --------------- | -------- |
| Gianluca Pozzatti  | 4 min 4 s        | 37 s         | 9 min 25 s  | 29 s         | 5 min 50 s      | 20 min 25 s     | -        |
| Delian Stateff     | 4 min 2 s        | 37 s         | 9 min 19 s  | 28 s         | 5 min 59 s      | 21 min 25 s     | -        |
| Alice Betto        | 4 min 24 s       | 39 s         | 10 min 41 s | 30 s         | 6 min 31 s      | 22 min 45 s     | -        |
| Verena Steinhauser | 4 min 3 s        | 39 s         | 10 min 21 s | 28 s         | 6 min 17 s      | 21 min 48 s     | -        |
| Total              | -                | -            | -           | -            | -               | 1 h 26 min 23 s | 8e       |

### Voile
| Athlète                        | Compétition         | Régate | Régate | Régate | Régate | Régate | Régate | Régate | Régate | Régate | Régate | Régate      | Régate      | Régate | Total net | Rang final                     |
| Athlète                        | Compétition         | 1      | 2      | 3      | 4      | 5      | 6      | 7      | 8      | 9      | 10     | 11          | 12          | CM     | Total net | Rang final                     |
| ------------------------------ | ------------------- | ------ | ------ | ------ | ------ | ------ | ------ | ------ | ------ | ------ | ------ | ----------- | ----------- | ------ | --------- | ------------------------------ |
| Giulio Calabrò Giacomo Ferrari | 470 hommes          | 9      | 9      | 12     | 9      | 9      | 4      | 14     | 3      | 10     | 2      | Non disputé | Non disputé | 14     | 81        | 6e                             |
| Mattia Camboni                 | RS:X hommes         | 4      | 2      | 4      | 8      | 2      | 2      | 8      | 13     | 4      | 8      | 3           | 9           | EL     | 76        | 5e                             |
| Elena Berta Bianca Caruso      | 470 femmes          | 5      | 10     | 9      | 12     | 8      | 16     | 14     | 16     | 16     | 12     | Non disputé | Non disputé | 22     | 102       | 13e                            |
| Silvia Zennaro                 | Laser Radial femmes | 13     | 20     | 2      | 6      | 17     | 11     | 3      | 10     | 9      | 13     | Non disputé | Non disputé | 22     | 106       | 7e                             |
| Marta Maggetti                 | RS:X femmes         | 6      | 3      | 3      | 13     | 6      | 7      | 5      | 6      | 3      | 5      | 6           | 8           | 8      | 66        | 4e                             |
| Ruggero Tita Caterina Banti    | Nacra 17 mixte      | 1      | 3      | 1      | 2      | 5      | 1      | 8      | 3      | 2      | 2      | 1           | 2           | 12     | 35        | Médaille d'or, Jeux olympiques |

### Volley-ball

#### Beach-volley
| Athlètes                           | Compétition      | Tour préliminaire                            | Tour préliminaire                               | Tour préliminaire                             | Tour préliminaire | Repêchage        | 1/8e de finale                       | Quarts de finale                       | Demi-finale      | Finale / 3e place | Rang      |
| Athlètes                           | Compétition      | Adversaire Score                             | Adversaire Score                                | Adversaire Score                              | Rang              | Adversaire Score | Adversaire Score                     | Adversaire Score                       | Adversaire Score | Adversaire Score  | Rang      |
| ---------------------------------- | ---------------- | -------------------------------------------- | ----------------------------------------------- | --------------------------------------------- | ----------------- | ---------------- | ------------------------------------ | -------------------------------------- | ---------------- | ----------------- | --------- |
| Daniele Lupo Paolo Nicolai         | Tournoi masculin | Thole / Wickler Victoire 19-21, 21-19, 15-13 | Ishijima / Shiratori Victoire 21-19, 21-16      | Kantor / Łosiak Victoire 21-19, 17-21, 15-10  | 1er               | -                | Fijałek / Bryl Victoire 22-20, 21-18 | Younousse / Tijan Défaite 17-21, 21-23 | Éliminés         | Éliminés          | Éliminés  |
| Adrian Carambula Enrico Rossi      | Tournoi masculin | Gibb / Crabb Défaite 18-21, 19-21            | Younousse / Tijan Défaite 24-22, 21-13          | Heidrich / Gerson Défaite 14-21, 26-24, 13-15 | 4e                | Éliminés         | Éliminés                             | Éliminés                               | Éliminés         | Éliminés          | Éliminés  |
| Marta Menegatti Viktoria Orsi Toth | Tournoi féminin  | Makroguzova / Kholomina Défaite 18-21, 15-21 | Artacho del Solar / Clancy Défaite 20-22, 19-21 | Echevarría / Martínez Défaite 16-21, 16-21    | 4e                | Éliminées        | Éliminées                            | Éliminées                              | Éliminées        | Éliminées         | Éliminées |

#### Volley-ball (indoor)
| Compétition      | Phase de groupe     | Phase de groupe      | Phase de groupe        | Phase de groupe   | Phase de groupe        | Phase de groupe | Quart de finale       | Demi-finale      | Finale / 3e place | Finale / 3e place |
| Compétition      | Adversaire Score    | Adversaire Score     | Adversaire Score       | Adversaire Score  | Adversaire Score       | Rang            | Adversaire Score      | Adversaire Score | Adversaire Score  | Rang              |
| ---------------- | ------------------- | -------------------- | ---------------------- | ----------------- | ---------------------- | --------------- | --------------------- | ---------------- | ----------------- | ----------------- |
| Tournoi masculin | Canada Victoire 3-2 | Pologne Défaite 0-3  | Japon Victoire 3-1     | Iran Victoire 3-1 | Venezuela Victoire 3-0 | 3e              | Argentine Défaite 2-3 | Éliminés         | Éliminés          | Éliminés          |
| Tournoi féminin  | ROC Victoire 3-0    | Turquie Victoire 3-1 | Argentine Victoire 3-0 | Chine Défaite 0-3 | États-Unis Défaite 2-3 | 2e              | Serbie Défaite 0-3    | Éliminées        | Éliminées         | Éliminées         |

### Water-polo
| Compétition      | Phase de groupe              | Phase de groupe  | Phase de groupe           | Phase de groupe     | Phase de groupe  | Phase de groupe | Quart de finale     | Demi-finale            | Finale / 3e place         | Finale / 3e place |
| Compétition      | Adversaire Score             | Adversaire Score | Adversaire Score          | Adversaire Score    | Adversaire Score | Rang            | Adversaire Score    | Adversaire Score       | Adversaire Score          | Rang              |
| ---------------- | ---------------------------- | ---------------- | ------------------------- | ------------------- | ---------------- | --------------- | ------------------- | ---------------------- | ------------------------- | ----------------- |
| Tournoi masculin | Afrique du Sud Victoire 21-2 | Grèce Nul 6-6    | États-Unis Victoire 12-11 | Japon Victoire 16-8 | Hongrie Nul 5-5  | 2e              | Serbie Défaite 6-10 | États-Unis Défaite 6-7 | Monténégro Victoire 18-17 | 7e                |